# Dubbelspel (televisieprogramma)
Dubbelspel is een quizprogramma van de VARA dat in 2015 was te zien op NPO 2. De presentatie was in handen van Menno Bentveld.

## Opzet

### Eerste ronde
In de eerste ronde krijgt elk van de 3 kandidaten een scherm te zien met categorieën waar de hele tijd doorheen wordt gegaan. Er wordt vervolgens door middel van de knop een categorie die men wil gekozen. Daarna kiest deze kandidaat (door gewoon de categorie aan te wijzen) 2 categorieën uit voor de eerste vraag van de andere twee. Bij een fout antwoord in deze ronde komen er 10 punten bij de pot die gewonnen kan worden door de kiezende kandidaat, tenminste als deze een goed antwoord geeft. Geeft de kiezende kandidaat ook een fout antwoord, dan verdwijnen alle punten uit de pot.

### Tweede ronde
In de tweede ronde krijgt elke kandidaat een meerkeuzevraag (een van een zelfgekozen categorie en twee categorieën die de andere twee kiezen). Hij kiest een antwoord. Vervolgend zegt hij een antwoord, dit hoeft niet dezelfde te zijn als het via het stemkastje gekozen antwoord. De andere twee kandidaten moeten vervolgens kiezen of ze met dat antwoord meegaan of dat ze een eigen antwoord hebben. Zij moeten hun antwoord intypen. Nadat het antwoord is gecontroleerd worden de punten verdeeld. De kandidaten krijgen 10 punten voor een goed antwoord. Wanneer een kandidaat een fout antwoord geeft dat door de eerste kandidaat is gezegd gaan er 20 punten naar de kandidaat die de vraag kreeg (enkel wanneer deze een goed antwoord heeft via het kastje) en 10 wanneer dit een ander fout antwoord was. Er gaan ook 20 punten naar deze kandidaat wanneer deze het goede antwoord heeft gezegd en dit niet wordt gevolgd.

### Finale
In de finale spelen de twee beste spelers net zo lang totdat er iemand 90 punten heeft en de andere niet binnen een vraag gelijk kan komen of tot de stand 90-90 wordt. In dat geval wint degene die met de meeste punten de finale heeft gehaald. Zijn echter beide spelers met hetzelfde aantal punten naar de finale gegaan, dan wordt er bij 90-90 net zo lang doorgespeeld totdat er een duidelijke winnaar is, degene met het hoogste aantal punten na een gelijk aantal gestelde vragen. Dit gebeurt door het beoordelen van het antwoord met goed of fout. Bij een goede beoordeling krijgt de speler van de beoordeling 10 punten, bij een verkeerde beoordeling krijgt de ander 20 punten.